# خاکسپاری ساردین
خاکسپاری ساردین (به اسپانیایی: El intero de la sardina) یک نقاشی رنگ روغن روی چوب اثر هنرمند اسپانیایی فرانسیسکو گویا است که مربوط به دهه ۱۸۱۰ می‌باشد. عنوان نقاشی اشاره دارد به رویداد اوج کارناوال سه روزه در مادرید که در روز چهارشنبه خاکستر پایان می‌یابد. در تابلو نقاب داران و کسانی که تغییر قیافه داده‌اند، دیده می‌شوند که راه خود را به سواحل رود مانتانارس، جایی که یک ساردین تشریفاتی دفن می‌شود، می‌کشند. گویا نه ماهی را در نقاشی نشان می‌دهد و نه عروسک بزرگی از نی به نام پلله که از آن آویزان شده‌است. محور اصلی «پادشاه کارناوال» تیره و تار است.

## نگارخانه

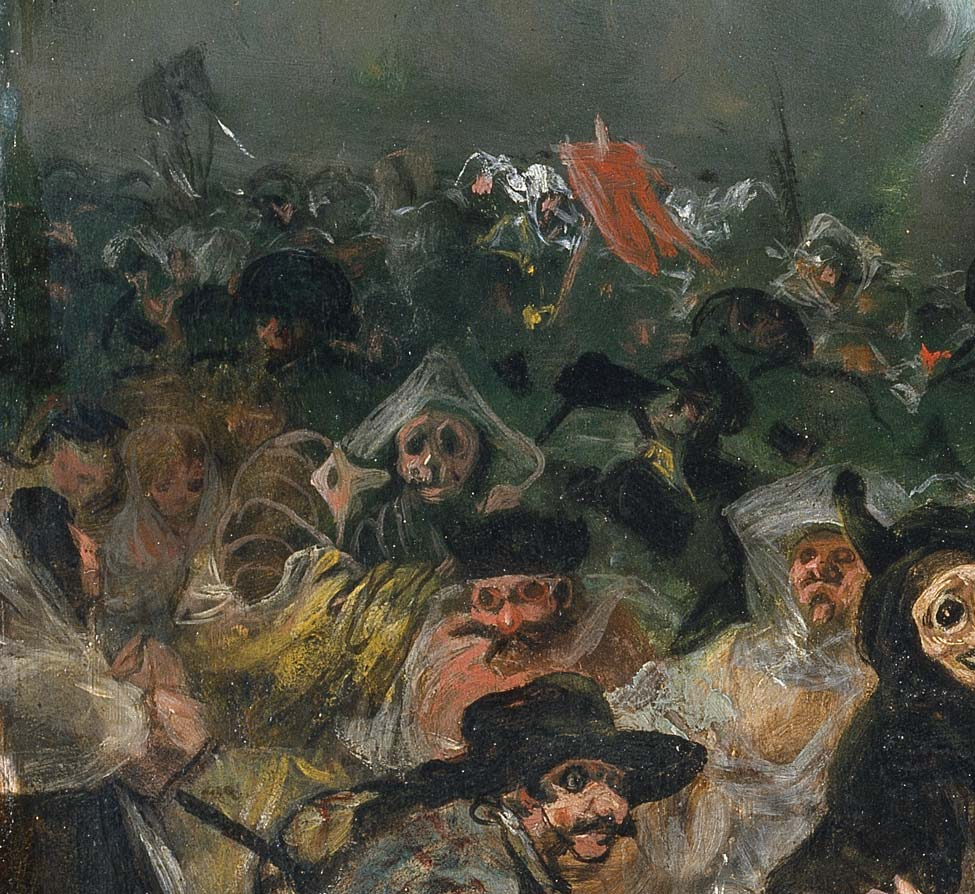
جزئیات
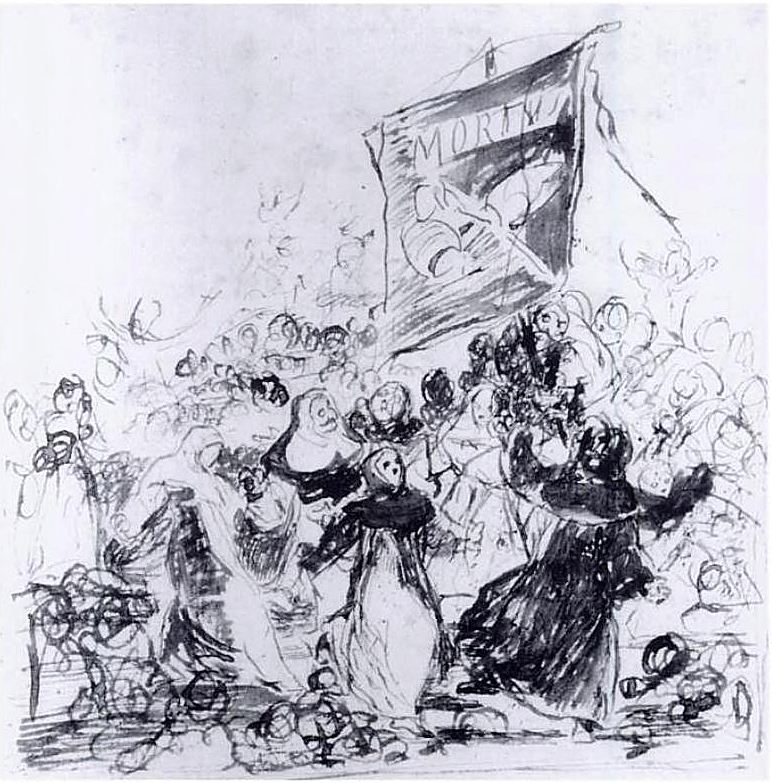
طراحی توسط گویا با سیپیا